# هورتس اشوکر
هورست اشتوکر (آلمانی: Horst Stöcker؛ زادهٔ ۱۹۵۲ میلادی) یک فیزیک‌دان در زمینهٔ فیزیک نظری اهل آلمان است.
وی فوق‌دکترای خود را از دانشگاه برکلی واقع در کالیفرنیا دریافت کرده و استاد فیزیک نظری و اخترفیزیک دانشگاه گوته در فرانکفورت است.